# مسيرة الحقوق المدنية إلى واشنطن
مسيرة الحقوق المدنية إلى واشنطن (بالإنجليزية: المسيرة إلى واشنطن للوظائف والحرية (March on Washington for Jobs and Freedom) أو المسيرة إلى واشنطن (March on Washington), أو المسيرة الكبرى إلى واشنطن (The Great March on Washington), حدثت بتاريخ 28 أغسطس 1963 في واشنطن العاصمة بهدف الدفاع عن حقوق الأميركيين الأفارقة المدنية والاقتصادية. ألقى مارتن لوثر كينغ الابنفي هذا الحدث وهو يقف أمام نصب لنكولن التذكاري خطابه التاريخي المعروف باسم «لدي حلم» الذي دعا فيه إلى حد للعنصرية.
المسيرة نظمها اسا فيليب راندولف وبايارد رستن اللذان أقاما تحالفا على الحقوق المدنية والعمل اجتمع تحت شعار منظمات دينية «الوظائف والحرية». وتتراوح تقديرات عن عدد المشاركين من 200,000 إلى 300,000، والتقدير الأكثر ذكرا هو 250,000 مشارك. وقدر المراقبون أن ما بين 75٪ و80٪ من المشاركين كانوا بالأميركيين السود. كانت المسيرة من أكبر التظاهرات السياسية للحقوق الإنسانية في تاريخ الولايات المتحدة. 
هذه المسيرة ينسب إليها الفضل في الموافقة على قانون الحقوق المدنية 1964 كما أنها سبقت حملة سلما لحقوق التصويت التي أدت إلى الموافقة على قانون حق التصويت لعام 1965.

## لمحة عامة
عانى العديد من الأمريكيين الأفارقة الذين كانوا عبيداً في السابق من القمع الاجتماعي والاقتصادي والسياسي خلال فترة الستينيات، على الرغم من تحررهم بشكل قانوني من العبودية وترقيتهم إلى رتبة المواطنين، وحتى بعد حصول الرجال منهم على حق التصويت الكامل في نهاية الحرب الأهلية الأمريكية. في أوائل ستينيات القرن الماضي، ساد نظام التمييز القانوني، الذي عُرف بقوانين جيم كرو التي انتشرت في الجنوب الأمريكي لضمان بقاء الأمريكيين الأفارقة تحت الاضطهاد. تعرض الأمريكيون ذوي الأصول الأفريقية أيضاً للتمييز من قبل الشركات والحكومات، ومُنعوا في بعض الأماكن من التصويت من خلال تعنيفهم وإرهابهم، كما حظرت إحدى وعشرين ولاية الزواج بين الأعراق.
دعا راندولف بالتعاون مع بايارد راستن نحو 100,000 عاملاً أسود للانضمام إلى المسيرة في واشنطن، وذلك احتجاجاً على التمييز في التوظيف الذي اتبعه المقاولون العسكريون الأمريكيون وللمطالبة بأمر تنفيذي. نتيجة إقرار المسيرة الحاشدة في 1 يوليو من عام 1941، أصدر الرئيس فرانكلين روزفلت الأمر التنفيذي رقم 8802 في 25 يونيو، والذي تضمن إنشاء لجنة ممارسة العمل العادل وحظر التوظيف القائم على التمييز في الصناعة الدفاعية؛ فألغى راندولف المسيرة المقترحة.
شكلت مسيرة عام 1963 جزءاً مهماً من حركة الحقوق المدنية سريعة التوسع، والتي شملت مظاهرات وحراكاً مباشراً لا عنفياً في جميع أنحاء الولايات المتحدة. وضع كل من أعضاء الجمعية الوطنية للنهوض بالملونين ومؤتمر القيادة المسيحية الجنوبية خلافاتهم جانباً وتجمعوا في المسيرة، واجتمع الكثير من البيض والسود لضرورة إحداث تغيير في الدولة.
في 11 يونيو من عام 1963، ألقى الرئيس كينيدي خطابه الشهير عن الحقوق المدنية وعُرض على شاشة التلفاز وفي الإذاعة الوطنية. جاء في الخطاب أنه سيبدأ الضغط من أجل تشريع الحقوق المدنية، ونتج عن هذا قانون الحقوق المدنية لعام 1964. قُتل في تلك الليلة أحد الناشطين من مسيسيبي المدعو مدغر إيفيرز أمام مدخل بيته، ما ساهم في زيادة حدة التوتر الوطني حول قضية عدم المساواة العرقية.

## التخطيط والتنظيم
في 15 مايو من عام 1963، أعلن راندولف «مسيرة أكتوبر للتحرير في واشنطن من أجل الوظائف»، دون أن يضمن تعاون الجمعية الوطنية للنهوض بالملونين. تقصَّد راندولف وراستن أن تركز المسيرة على عدم المساواة الاقتصادية، حيث أعلنا في خطتهما الأصلية: «سيبقى الاندماج في مجالات التعليم والسكن والنقل والإقامة العامة ذا نطاق ومدة محدودة، طالما أن عدم المساواة الاقتصادية مستمرة على أسس عرقية». كما وسعا مدى أهدافهما خلال عملية التفاوض بمساعدة غيرهما من القادة لتشمل «الوظائف والحرية».
في يونيو من عام 1963، شكل بعض القادة ممن ينتمون لمنظمات مختلفة مجلس قيادة الحقوق المدنية المتحدة، وهو عبارة عن مجموعة جامعة مسؤولة عن تنسيق الأموال والرسائل. شمل هذا التحالف من القادة الذي عُرف لاحقاً باسم «الستة الكبار» كل من راندولف الذي اختير رئيساً للمسيرة، وجيمس فارمر بصفته رئيساً لمؤتمر المساواة العرقية، وجون لويس رئيساً للجنة التنسيق الطلابية اللا عنفية، كما اختير مارتن لوثر كينغ الابن ليكون رئيس مؤتمر القيادة المسيحية الجنوبية وروي ويلكينز رئيساً للجمعية الوطنية للنهوض بالملونين، وويتني يونغ بصفته رئيساً للرابطة الحضرية الوطنية.
جرى الاتفاق على مجموعة من الأهداف على الرغم من جميع الخلافات:
- إقرار تشريعات ذات صلة بالحقوق المدنية.
- القضاء الفوري على الفصل العنصري في المدارس.
- برنامج للأشغال العامة يتضمن التدريب المهني للعاطلين عن العمل.
- قانون فيدرالي يمنع التمييز في التوظيف العام أو الخاص.
- تعيين الحد الأدنى للأجور في جميع أنحاء البلاد وهو 2 دولار في الساعة (أي ما يعادل 16 دولار في عام 2018).
- حرمان البرامج التي تتسامح مع التمييز من الأموال الفيدرالية.
- تنفيذ التعديل الرابع عشر من الدستور والذي يحد من مشاركة الولايات التي تحرم مواطنيها من حق التصويت في الكونغرس.
- قانون موسع لمعايير العمل العادلة والذي يشمل جميع مناطق العمالة المستبعدة حالياً.
- سلطة النائب العام في رفع الدعاوى القضائية في حال انتهاك الحقوق الدستورية.

## المسيرة
استحوذت المسيرة على اهتمام وطني كبير واحتلت أخبارها البرامج التلفزيونية المجدولة بانتظام. وبما أن الأميركيين الأفارقة بدؤوا وسيطروا على حدث ضخم بهذه الشهرة، فقد أسيء فهم طبيعته بالكامل. وتحولت التوقعات السائدة من مشاعر الخوف البسيط إلى الرهبة، حيث أخبرت الصحافة كلًا من روي ويلكينز ومارتن لوثر كينغ في أحد اللقاءات عن الهاجس الذي كان منتشراً بين العامة وهو «أنه سيكون من المستحيل إحضار أكثر من 100,000 شخص من الزنوج المتشددين إلى العاصمة من دون وقوع حوادث أو حتى أعمال شغب». وأعلنت مجلة لايف أن العاصمة واشنطن كانت تعاني من «أسوأ حالات الغزو منذ معركة بول رن الأولى».
جهز البنتاغون نحو 19,000 جندي في الضواحي، ونُقل السجناء إلى سجون أخرى لإفساح مجال للمحتجزين من الاعتقالات الجماعية، كما حظرت المدينة بيع جميع أنواع المشروبات الكحولية، ووفرت المستشفيات مجالاً لضحايا الشغب من خلال تأجيلها لمواعيد العمليات الجراحية الاختيارية.
اجتذبت المسيرة تجمعاً إعلامياً كان أكبر من ذلك الذي رافق تنصيب كينيدي قبل عامين، حيث وُجد ما يقارب 1700 مراسل صحفي إضافة لفريق الصحافة في واشنطن. اجتمع طلاب من جامعة كاليفورنيا بصفتهم منظمات القوة السوداء وأكدوا على أهمية الكفاح من أجل حرية الأمريكيين الأفارقة، كما شملت المسيرة العديد من الأحزاب السياسية السوداء إلى جانب ويليام وورثي الذي كان واحداً ممن قادوا طلاب الجامعات خلال عصر النضال من أجل الحرية.
في 28 أغسطس، تجمعت أكثر من 2000 حافلة و21 قطاراً مستأجراً و10 طائرات مستأجرة وعدداً لا يحصى من السيارات في واشنطن، وامتلأت جميعها للسعة القصوى.
على الرغم من أن خطة راندولف وراستن كان تهدف لملء شوارع العاصمة واشنطن، إلا أن الوجهة الأخيرة للمسيرة لم تغط سوى نصف ناشونال مول فقط. بدأت المسيرة عند نصب واشنطن التذكاري، حيث كان مقرراً أن تتقدم نحو نصب لينكولن التذكاري متبعةً برنامجاً موسيقياً. التقى المتظاهرون عند النصب بناءً على توجيه الموسيقيين والمتحدثين، كما طُلب من القيادات النسائية السير في شارع الاستقلال، بينما سار الرجال من القادة في شارع بنسلفانيا بوجود وسائل الإعلام.
فشلت المسيرة بالبدء خلال موعدها المحدد بسبب اجتماع قادتها مع أعضاء الكونغرس، وفوجئ القادة عندما بدأ الحشد بالسير من نصب واشنطن التذكاري إلى نصب لنكولن من دونهم. التقى القادة مع المسيرة في شارع الدستور، حيث تشابكت أيديهم في مقدمة الحشد بغرض التقاط صورهم وهم «يقودون المسيرة».
لم يكن من المفترض أن يصنع المتظاهرون لافتاتهم الخاصة، ولكن المارشالات لم يلتزموا بالكامل بهذه القاعدة. وحمل معظم المتظاهرين لافتات مسبقة الصنع كانت متوافرة بكميات كبيرة عند نصب واشنطن التذكاري. قدم اتحاد عمال السيارات آلافاً من اللافتات للمتظاهرين التي حملت العديد من العبارات منها: «لا يوجد منزل في منتصف الطريق إلى الحرية»، و«المساواة في الحقوق والوظائف الآن»، و«اتحاد عمال السيارات يدعم مسيرة الحرية»، و«ولدنا أحراراً، يجب أن نحيا أحراراً»، و «نُدفن في قبورنا قبل أن نكون عبيداً».
نظم نحو 50 عضواً من الحزب الأمريكي النازي مظاهرة مضادة تفرقت من قبل الشرطة بسرعة. ظلت باقي أنحاء العاصمة هادئة خلال المسيرة، أما العمال غير المشاركين فقد التزموا منازلهم، وسُمح للسجناء بمشاهدة المسيرة على شاشات التلفاز.

## المتحدثون
ألقى ممثلون عن كل من المنظمات الراعية للمسيرة خطاباتهم أمام الحشد من على المنصة عند نصب لينكولن التذكاري، وكان من بين المتحدثين (مجموعة تُلقب باسم «العشرة الكبار») من ضمنهم «الستة الكبار»، وثلاثة زعماء دينيين من (الكاثوليك والبروتستانت واليهود)، والزعيم العمالي والتر رويتر. لم تلق أي من النسوة المشاركات خطبة رسمية، باستثناء جوزفين بيكر التي ألقت خطاباً خلال العروض الأولية، واقتصر الحضور النسائي في البرنامج الرسمي على «الثناء» الذي قدمه بايارد راستين والذي تحدثت خلاله ديزي بيتس.
كتب فارمر أن الاحتجاجات لن تتوقف «حتى تتوقف الكلاب عن عضنا في الجنوب وتتوقف الجرذان عن عضنا في الشمال».

## الآثار والإرث
جرى الاعتراض على رمزية المسيرة قبل حدوثها حتى، وازداد تأييد الراديكاليين في السنوات التي تلت المسيرة لنظرية مالكوم إكس عن المسيرة؛ باعتبارها اختياراً مشتركاً من قبل المؤسسة البيضاء، بينما ركّز الليبراليون والمحافظون على خطاب كينغ «لدي حلم» والنجاحات التشريعية في كل من عامي 1964، و1965.
اعتبرت وسائل الإعلام خطاب كينغ أبرز حدث في المسيرة كونه سلط الضوء عليها واستبعد جميع الجوانب الأخرى، واحتل كينغ لعدة عقود لاحقة الصدارة في الروايات التي كُتبت عن المسيرة، كما أقر المؤرخون والمعلقون بالدور الذي لعبه بايارد راستين في تنظيم الحدث.

## الآثار السياسية
أصدر كل من المجلسين تشريعاً يقضي بإنشاء مجلس للحكم في نزاعات عمال السكك الحديدية المضربين عن العمل، وذلك بعد فترة وجيزة من إنهاء المتحدثين اجتماعاتهم مع الكونغرس بغرض الانضمام للمسيرة.
يعود الفضل لهذه المسيرة في دفع الحكومة الأمريكية نحو العمل بشأن الحقوق المدنية، وخلق قوة دافعة لقانون الحقوق المدنية لعام 1964 وقانون حق التصويت لعام 1965.
يمثل التعاون بين الإدارة الديمقراطية ومسألة الحقوق المدنية، لحظة محورية في توحيد الناخبين داخل الولايات المتحدة، حيث تخلى الحزب الديمقراطي عن دعمه غير المجزأ للجنوب الصلب منذ إعادة توحيد الولايات الجنوبية المنعزلة، وبدأ بالحصول على نسبة عالية من أصوات الجمهوريين السود.